# Fantasmagoria

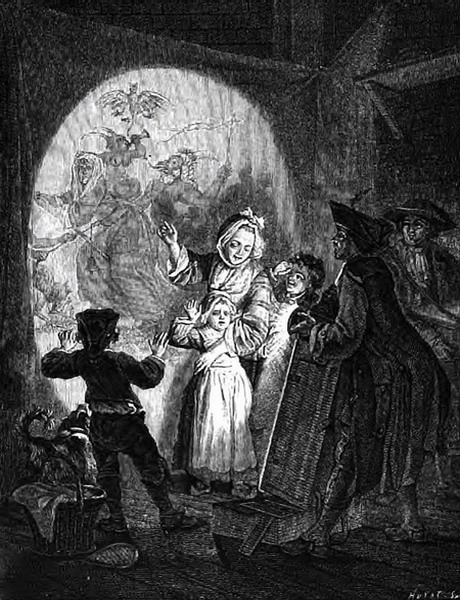
Proiezioni di Fantasmagoria in un'incisione del XVIII secolo

Fantasmagoria o Fantasmagorie anche Phantasmagoria (grafia anglofona) era una forma di teatro che usava una versione modificata della lanterna magica per proiettare immagini spaventose come scheletri, demoni e fantasmi su muri, fumo o schermi semi-trasparenti, spesso da dietro lo schermo. La maneggevolezza rendeva possibili effetti come l'ingrandimento e il rimpicciolimento dei personaggi e, usando più dispositivi, si poteva passare anche da un'immagine ad un'altra molto velocemente, creando un effetto "montaggio" in tempo reale.

Inventato in Francia nel tardo XVIII secolo, questa forma di teatro ha guadagnato popolarità in Europa, soprattutto in Inghilterra nel corso del XIX secolo.

## Storia
Preludio (prima del 1750)

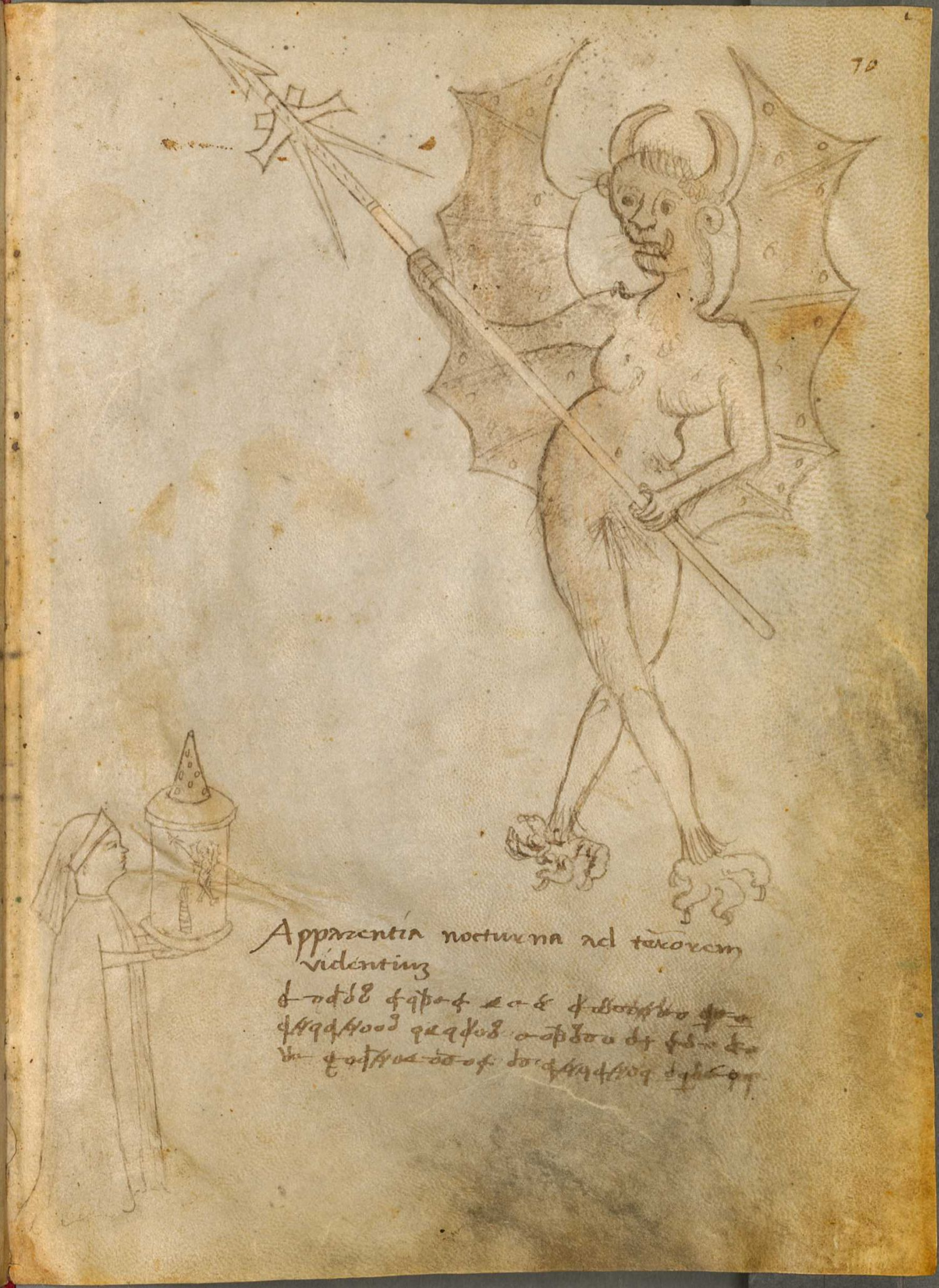
Disegno di Giovanni da Fontana del 1420. Mostra una figura con una lanterna che proietta un demone mostruoso alato.

Si pensa che le prime apparizioni di dei e spiriti sono state evocate per mezzo di specchi concavi e camera oscura o proiezioni con la lanterna magica. Ciò dimostra che dal XVI secolo le cerimonie negromantiche e le evocazioni di apparizioni spettrali organizzate da maghi ciarlatani e "streghe" sembravano essere una consuetudine, un fatto ordinario.
Nell'edizione del 1589 di Magiae Naturalis Giambattista della Porta descrisse come spaventare le persone con immagini proiettate. L'immagine di qualcosa che spaventerebbe lo spettatore dovrebbe essere posta di fronte al foro di una camera oscura con parecchie torce attorno ad essa. L'immagine dovrebbe essere proiettata su un telo appeso nel mezzo della camera oscura, dove gli spettatori non noterebbero il telo ma vedrebbero solo l'immagine proiettata appesa nell'aria.
Nel 1613 nel suo libro Opticorum Libri Sex il gesuita belga Francois d'Aguilon, matematico, fisico e architetto descrisse come alcuni ciarlatani avevano sottratto i soldi alle persone, sostenendo di conoscere la negromanzia e di evocare gli spettri del diavolo dall'inferno e di mostrarli al pubblico nella camera oscura. In realtà, l'immagine di un assistente con la maschera da diavolo veniva proiettata, attraverso una lente, nella camera oscura terrorizzando gli spettatori ingenui.
Le primissime immagini che sono state proiettate con le lanterne magiche erano immagini di Morte, inferno e mostri:
- il disegno di Giovanni da Fontana raffigura una lanterna che proietta un demone mostruoso che brandisce una lancia. Il demone "ha due ali sulla schiena, corna sulla testa bestiale, piedi ungulati".[5]
- Athanasius Kircher avvertì nell'opera Ars Magna Lucis et Umbrae del 1646 che gli empi potevano abusare del suo sistema di proiezione con lo specchio steganografico dipingendo l'immagine di un diavolo sullo specchio e proiettandolo in un posto buio per costringere le persone a compiere azioni malvagie.[6] Il suo pupillo Gaspar Schott più tardi trasformò ciò nell'idea che poteva essere facilmente usato per impedire alle persone senza Dio di commettere molti peccati se l'immagine di un diavolo era dipinta su uno specchio e lanciata in una stanza buia.[7]Disegni di Christiaan Huygens, 1659

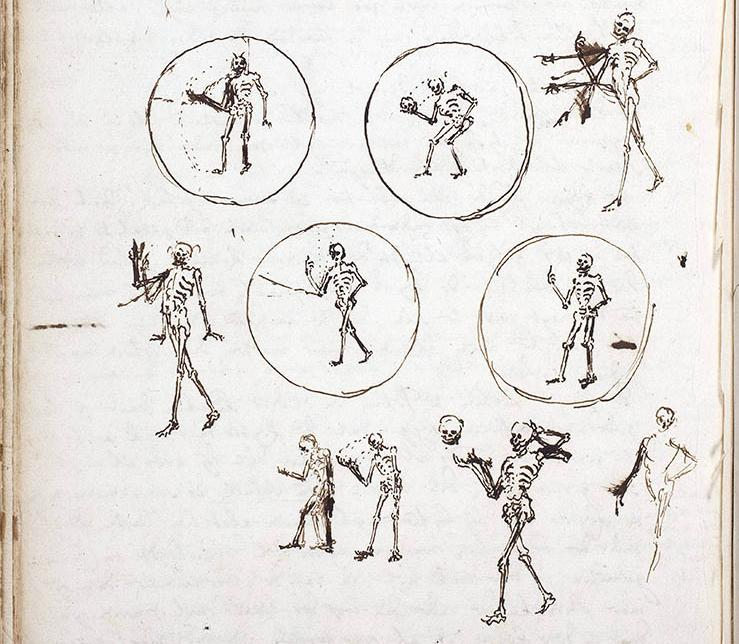
Disegni di Christiaan Huygens, 1659

- Nel 1659 l'inventore olandese Christiaan Huygens disegnò dieci figure macabre che rappresentano la Morte che assume varie pose, si toglie la testa dalle spalle e poi se la rimette, oppure muove il braccio destro; questi schizzi erano destinati a essere proiettati con "lenti convesse e una lampada".[8]
- Nel 1660 padre Gulsony scrisse a Christiaan Huygens: "Il buon Kircher esegue sempre trucchi con la calamita nella galleria del Collegium Romanum; se avesse l'invenzione della Lanterna sicuramente, spaventerebbe i cardinali con gli spettri."[9]
- Nel 1664 la lanterna magica del danese Thomas Rasmussen Walgensten spinse Pierre Petit a chiamare l'apparecchio "lanterna di paura". Nel 1670 Walgensten proiettò un'immagine della Morte alla corte del re Federico III di Danimarca, qualche giorno prima del suo decesso.[10]
- Nel 1668 Robert Hooke scrisse su un sistema di proiezione e lo espose in questo modo: "Produce effetti non solo piacevolissimi ma per quelli che non conoscono il trucco veramente meravigliosi, così gli spettatori non esperti di ottica, che vedessero le varie apparizioni e sparizioni, i movimenti, cambiamenti e azioni che possono essere rappresentati in questo modo, crederebbero veramente che essi siano soprannaturali e miracolosi."[11]
- Nel 1671 fu pubblicata la seconda edizione di Ars Magna Lucis et Umbrae di Kircher in cui fu illustrata una lanterma magica che proietta immagini della Morte e di una persona in purgatorio o nel fuoco dell'inferno. Kircher suggerì in questo libro che il pubblico sarebbe più stupito da una improvvisa apparizione di immagini se la lanterna fosse nascosta in una stanza separata, in questo modo ignorerebbe le cause delle apparizioni. Secondo la leggenda Kircher avrebbe usato la lanterna di notte per proiettare l'immagine della Morte sulle finestre degli apostati per spaventarli e indurli a tornare in chiesa,[12] ma questo è basato probabilmente su suggestioni di Gaspar Schott.
- Nel 1672, il fisico e numismatico francese Charles Patin fu molto impressionato dalla lanterna magica che "Monsiuer Grundler" (Griendel), il più celebre proiezionista tedesco dell'epoca, gli mostrò a Norimberga: "Egli agita perfino le ombre a suo piacere senza l'aiuto degli inferi. (...) La mia stima per la sua conoscenza non poteva impedire il mio spavento, io credevo che non ci fosse un Mago più grande di lui al mondo. Ho sperimentato il paradiso, ho sperimentato l'inferno, ho sperimentato i fantasmi. Ho una certa fermezza, ma ne avrei volentieri donato una metà per salvare l'altra. Dopo queste apparizioni Griendel mostrò, durante l'esibizione, altri soggetti tra cui ogni sorta di uccelli, un matrimonio paesano, un superbo palazzo e scene mitologiche. La elaborata descrizione di Patin di uno dei primi spettacoli di lanterna magica, avvenuto nel XVII secolo, con immagini spaventose, sembra essere la più lontana nel tempo.[13]

Le lastre sopravvissute nel tempo e le descrizioni di spettacoli mostrano che nelle decadi successive furono introdotti numerosi soggetti, ma le immagini spaventose rimasero le più popolari.

### Alla fine del XVIII secolo
L'ultima decade del XVIII secolo mostra la nascita dell'età del Romanticismo e del romanzo gotico. C'è un'ossessione per le emozioni intense (inclusa la paura), l'irrazionale, il bizzarro e il soprannaturale. L'interesse popolare per queste tematiche spiega l'ascesa e più specificamente il successo della fantasmagoria per la produzione futura.
La lanterna magica era un mezzo adatto a proiettare fantasie poiché le sue immagini non erano tangibili come in altri media. I demoni erano creduti incorporei perciò si potevano produrre rappresentazioni molto appropriate grazie a questo strumento ottico.

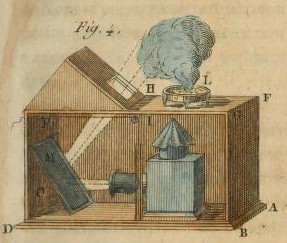
Illustrazione di una lanterna magica nascosta in una grande scatola rettangolare in "Nouvelles récréations physiques et mathématiques" di Edme-Gilles Guyot (1770)

Quando i maghi cominciarono a usare la lanterna magica negli spettacoli, furono escogitati alcuni effetti speciali. Il fisico francese Edme-Gillet Guyot inventore e fabbricante di attrezzature per giochi di prestigio e strumenti scientifici descrisse parecchie tecniche nel suo libro del 1770 Nouvelles récréations physiques et mathématiques, incluse le proiezioni di fantasmi tra sbuffi di fumo.

### Johann Georg Schrepfer
Agli inizi del 1770 a Lipsia, in Germania, Johann Georg Schrepfer (o Schröpfer) proprietario di una caffetteria, ciarlatano, negromante e capo di una loggia massonica indipendente svolse sedute spiritiche ed esperimenti negromantici per la sua loggia. Durante lo svolgimento di queste attività, egli chiedeva ai suoi seguaci di rimanere seduti al tavolo per non rischiare dei terribili pericoli.
Egli fece uso di una mistura di simbolismi cattolici, massonici e kabbalistici, inclusi teschi, cerchi di gesso sul pavimento, acqua santa, incenso e crocifissi. Si disse che gli spiriti evocati erano chiaramente visibili, fluttuanti nell’aria, trasparenti e a volte gridavano terribilmente. L’apice della sua carriera fu una seduta spiritica per la corte nel palazzo di Dresda agli inizi dell’estate 1774. Questo evento fu così impressionante da essere descritto ancora dopo più di cento anni in Germania e in Gran Bretagna.
Le apparizioni a quanto si dice suscitate da Schrepfer nel corso degli anni includevano Federico III Elettore di Sassonia, i traditori danesi decapitati Johann Friedrich Struensee e Enevold Brandt con le teste nelle loro mani e il cavaliere templare ultimo Gran Maestro Jacques de Molay. Durante una seduta spiritica a Dresda ordinò allo spirito di portare una lettera a un compagno a Francoforte. De Molay obbedì e tornò mezz’ora dopo con la risposta firmata dal compagno a Francoforte. Un altro spirito apparve inghiottito dalle fiamme e implorava Schrepfer di non torturarlo così.
Al mattino presto dell’8 ottobre 1774 Schrepfer a quanto pare si suicidò con una pistola in un parco con cinque amici presenti. Secondo la leggenda fu vittima di una delusione sulle sue capacità negromantiche e si convinse che in seguito poteva resuscitarsi. Comunque ci sono diversi indizi che potrebbe essere stato assassinato.
La maggior parte degli spettatori delle sedute spiritiche di Schrepfer erano convinti che la maggior parte delle apparizioni che vedevano erano reali. Nessuna prova evidente di inganno ma i critici avevano parecchi sospetti. Le tecniche che Schrepfer a quanto pare usava per i suoi elaborati effetti includevano attori che si esibivano come fantasmi, ventriloquio, tubi parlanti nascosti, suoni con l’armonica a bicchieri, fumo aromatico, proiezioni con la camera oscura e/o proiezioni con la lanterna magica tra sbuffi di fumo, proiezioni con specchi concavi, tuoni teatrali.
Schrepfer era stato amico del farmacista e massone Johann Heinrich Linck the Younger e organizzava regolarmente incontri nella casa giardino di Linck. Linck avrebbe potuto aiutare Schrepfer con droghe e sostanze chimiche e conosceva anche il funzionamento dell’ottica e gli strumenti acustici. Linck possedeva una lanterna magica decorata con un crocifisso e un teschio con le ali.
Subito dopo la morte di Schrepfer ci fu un boom di pubblicazioni che attaccavano o difendevano le sue supposte capacità di suscitare fantasmi, espandendo la fama di Schrepfer attraverso l’Europa. Parecchie pubblicazioni includevano spiegazioni delle tecniche che avrebbe potuto usare per evocare apparizioni, che ispirarono parecchie persone a ricreare le sedute spiritiche di Schrepfer. Christlieb Benedikt Funk professore di Fisica all’Università di Lipsia fu il primo a proporre pubblicamente dimostrazioni di evocazioni di fantasmi di questo genere; però gli fu ordinato di fermarsi dalle autorità dell’università.

### Paul Philidor

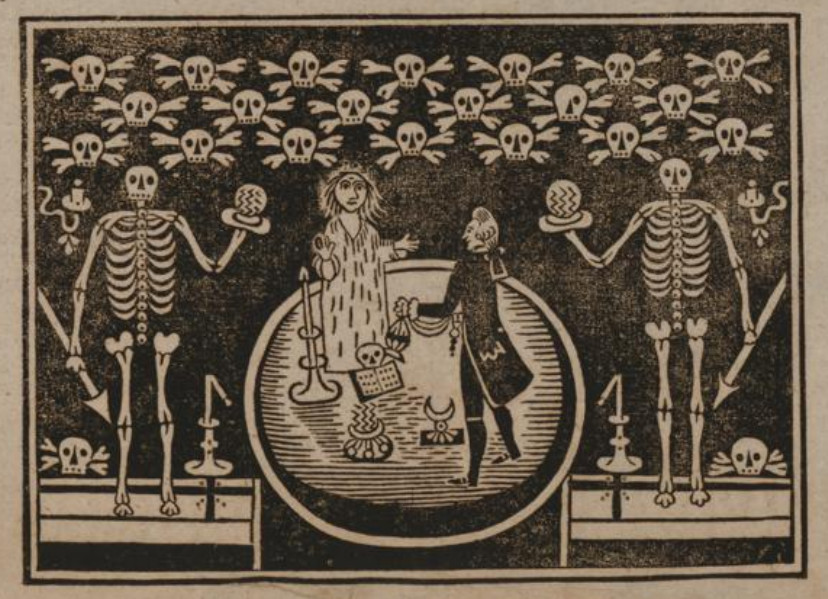
Illustrazione di una esibizione di Philidor da un volantino del 1791

Il mago Philidor, conosciuto anche come “Paul Filidort” e probabilmente anche come Paul de Philipsthal, creò quello che potrebbe essere stato il primo spettacolo di fantasmagoria nel 1790. Dopo una prima fase di evocazioni di fantasmi che lo portò a un’accusa di frode e all’espulsione dalla Prussia nel 1789, Philidor cominciò a promuovere i suoi spettacoli negromantici come un’arte che svelava come i ciarlatani ingannano il loro pubblico. Il suo spettacolo che possibilmente faceva uso della lampada Argand, di recente invenzione, fu rappresentato con successo a Vienna dal 1790 al 1792. Philidor pubblicizzò questi spettacoli come apparizioni di fantasmi e come "Phantasmorasi".
Il rinomato intrattenitore tedesco Johann Carl Enslen (1759–1848) si pensa che abbia acquistato l’attrezzatura di Philidor quando lasciò Vienna nel 1792. Presentò i suoi spettacoli personalizzati di fantasmagoria a Berlino il 23 giugno 1793, alla presenza del re di Prussia. Enslen muoveva la lanterna magica per produrre l’illusione di fantasmi in movimento e usava la lanterna multipla per gli effetti di trasformazione. Ci furono altri intrattenitori che seguirono le orme di Philidor, tra cui il fisico Von Halbritter che modificò il nome degli spettacoli di Philidor come “Phantasmorasie”.
Dal dicembre 1792 al luglio 1793 “Paul Filidort” presentò la sua fantasmagoria a Parigi probabilmente usando questo termine per la prima volta. Si presume che Etienne-Gaspard Robertson visitò uno dei suoi spettacoli e prese lo spunto per presentare pochi anni più tardi il suo spettacolo di "Fantasmagorie".

### Robertson

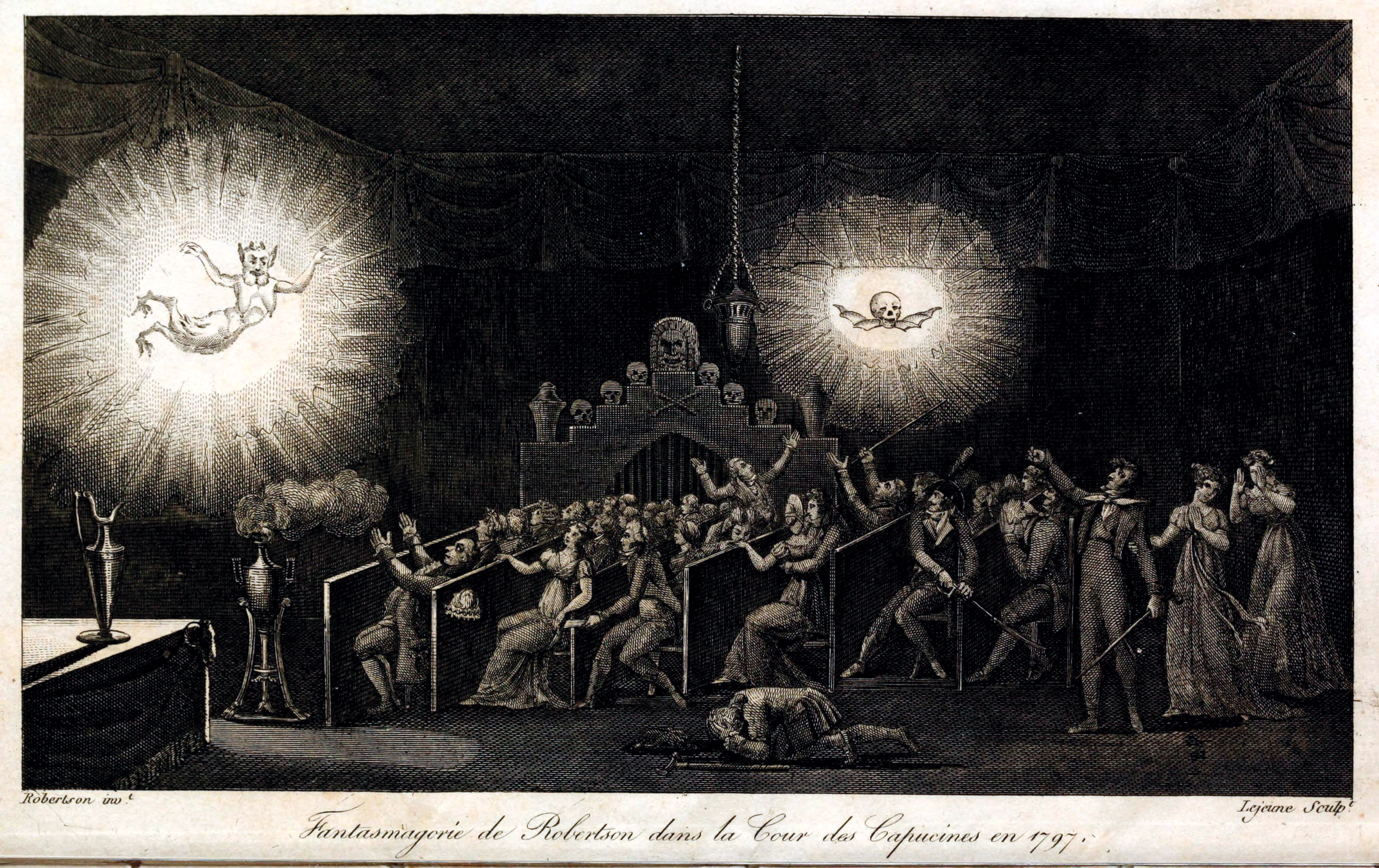
Stampa del 1831 che raffigura uno spettacolo di Fantasmagoria di Etienne Gaspard Robertson

Étienne Gaspard "Robertson" Robert fu un inventore e fisico belga di Liegi che divenne il più noto intrattenitore di Fantasmagoria. Gli è stata accreditata l'introduzione della parola fantascopio e rimanda a varie lanterne magiche indicate con questo termine. Il fantascopio non è una lanterna magica che può essere tenuta in mano, ma invece richiede qualcuno che stia vicino ad esso e muova fisicamente l'intero fantascopio più vicino o più lontano dallo schermo. Robertson eliminava spesso tutte le fonti luminose durante i suoi spettacoli per gettare il pubblico nel buio totale per parecchi minuti alla volta. Chiudeva anche le porte del teatro così che nessuno spettatore potesse abbandonare lo spettacolo una volta che era cominciato. Era anche conosciuto per l'introduzione di effetti sonori multipli nel suo spettacolo come un tuono fragoroso, il suono delle campane e chiamate di fantasmi. Robertson passava le sue diapositive di vetro attraverso uno strato di fumo allo scopo di creare un'immagine fuori fuoco. Oltre al fuoco muoveva anche la maggior parte delle diapositive attraverso il suo fantascopio, molto velocemente, per creare l’illusione che le immagini si muovessero realmente sullo schermo.
La prima seduta di “Fantasmagoria” di Robertson fu presentata il 23 gennaio 1798 al Padiglione dell'Echiquier a Parigi. La macabra atmosfera nella città post-rivoluzionaria era perfetta per lo spettacolo Gotico di Robertson completato con creazioni elaborate e decorazioni alla Radcliffe.
Dopo avere scoperto che poteva mettere la lanterna magica sulle ruote per creare sia un’immagine in movimento che un'altra che si ingrandiva o rimpiccioliva, Robertson spostò il suo spettacolo. Si trasferì nel convento abbandonato dei Cappuccini (che decorò perché assomigliasse a una cappella sotterranea) vicino a Place Vendome. Egli inscenò incantesimi usando parecchie lanterne, effetti sonori speciali e l’atmosfera inquietante di una sepoltura. Questo spettacolo durò per sei anni a causa del fascino sui parigini del soprannaturale travolti dai cambiamenti conseguenti alla Rivoluzione Francese. Robertson usò maggiormente immagini circondate dal nero per dare l’illusione di fantasmi che fluttuavano liberamente. Avrebbe usato anche proiettori multipli, posizionati in luoghi diversi in tutto lo spazio disponibile, per collocare i fantasmi nei vari ambienti. Per esempio, uno dei suoi primi spettacoli esibì un cielo pieno di fulmini con fantasmi e scheletri che si avvicinavano e allontanavano dal pubblico. Per aumentare l’orrore, Robertson e i suoi assistenti creavano le voci per i fantasmi. Spesso il pubblico dimenticava che questi erano trucchi ed erano completamente terrificati:
( Étienne-Gaspard Robert)
Infatti molte persone erano così convinte della realtà dei suoi spettacoli che la polizia li interruppe, credendo che Robertson avesse il potere di riportare in vita Luigi XVI.

## Primo cartone animato
La tecnica del teatro di Fantasmagorie è stata usata come base per quello che si ritiene il primo cartone animato "completo" della storia, Fantasmagorie appunto, realizzato nel 1908 dal francese Émile Cohl (vero nome Émile Courtet), composto da circa 700 disegni, inchiostrato in nero su foglio bianco e poi sviluppato in negativo per ottenere l'effetto lavagna (questa tecnica era stata già usata da J. Stuart Blackton per il suo Humorous Phases of Funny Faces  del 1906, considerato dagli storici il primo vero cartone animato), creato in circa tre mesi di lavorazione, per appena due minuti di proiezione.
Fu proiettato per la prima volta al Théâtre du Gymnase di Marsiglia.